# شاتلپرون
شاتلپرون (به فرانسوی: Châtelperron) یک کمون (فرانسه) در فرانسه است که در canton of Jaligny-sur-Besbre واقع شده‌است. شاتلپرون ۲۰٫۸ کیلومتر مربع مساحت دارد ۲۵۳ متر بالاتر از سطح دریا واقع شده‌است.